# Equação de Lane-Emden

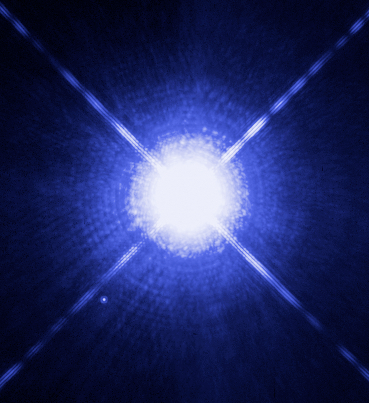
A equação de Lane-Emden é um modelo para descrever a densidade e a pressão no interior das anãs brancas.

Em astrofísica, a equação de Lane-Emden é uma equação diferencial ordinária que modeliza a estrutura interna de um sistema termodinâmico descrito pela equação de estado de um fluido politrópico auto-gravitante, ou seja, sujeito somente a influência de sua própria massa. A equação é obtida a partir da hipótese adicional de simetria esférica, que exclui as situações em que os sistemas possuem movimento de rotação. 
Essa equação determina o perfil de pressão, densidade e temperatura em alguns casos de interesse físico, como o gás ideal e o gás degenerado de férmions à temperatura nula nas situações não-relativística e ultra-relativística. Esses modelos permitem uma descrição simples de anãs brancas e outros astros compactos, nos quais a pressão de degenerescência tem um papel importante.
A equação de Lane-Emden recebe o seu nome em homenagem aos astrofísicos Jonathan Lane e Robert Emden, sendo Lane quem primeiro propôs esta equação em 1870. Lord Kelvin e A. Ritter fizeram contribuições importantes ao estudo dessa equação no século XIX, assim como Ralph H. Fowler e Subrahmanyan Chandrasekhar nos anos 1930.

## Apresentação

Em 1869, Lane publicou pela primeira vez esta equação com o objetivo de estimar a temperatura da superfície solar. De fato, a zona de convecção de um estrela pode ser considerada em equilíbrio convectivo e modelada pela equação de Lane-Emden.

A equação diferencial de Lane-Emden é dada por:
- {\displaystyle {\frac {1}{\zeta ^{2}}}{\frac {d}{d\zeta }}\left({\zeta ^{2}{\frac {d\theta }{d\zeta }}}\right)+\theta ^{n}=0}

onde {\displaystyle \zeta \,} é o raio reescalonado:
{\displaystyle \zeta =r\left({\frac {4\pi G\rho _{c}^{2}}{(n+1)P_{c}}}\right)^{\frac {1}{2}}}
e a densidade {\displaystyle \rho \,} é dada como.
{\displaystyle \rho =\rho _{c}\theta ^{n}\,}
os subescritos "c" referem-se aos valores de referência da adimensionalização e são normalmente escolhidos os valores encontrados no centro do politropo. A condição de simetria esférica implica necessariamente que a derivada é nula em {\displaystyle r=0\,}:
- {\displaystyle {\frac {d\theta }{dr}}=0\,}

O valor de {\displaystyle \theta \,} em {\displaystyle r=0\,}, pode ser obtido a partir do valor da densidade:
{\displaystyle \theta (0)=\left(\rho (0)/\rho _{c}\right)^{1/n}\,} é dado
No caso mais comum em que escolhe-se {\displaystyle \rho _{c}=\rho (0)\,}, temos:
- {\displaystyle \theta (0)=1\,}

## Contexto físico

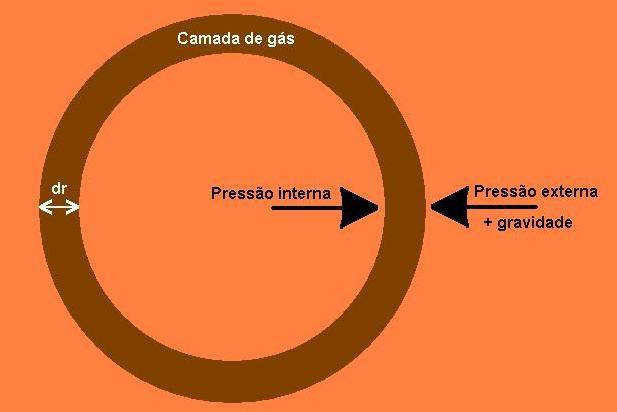
No equilíbrio, o efeito do gradiente de pressão e do campo gravitacional se anulam.

Em um fluido politrópico, a pressão P está relacionada com a densidade {\displaystyle \rho \,} por uma equação de estado da forma:
{\displaystyle P=C\rho ^{\gamma }\quad (1)\,},
onde C é uma constante e {\displaystyle \gamma \,} é um número não inferior a 1 chamado de constante adiabática. A constante adiabática se relaciona com índice do politropo pela relação:
{\displaystyle \gamma =1+{\frac {1}{n}}\,}.
O fluido está submetido à força gerada pelo seu próprio campo gravitacional. Esta força é radial e aponta para o centro da estrutura. A magnitude da força gravitacional é denotada pela letra g é considerada uma função da distância ao centro r:
{\displaystyle g=g(r)\,}
do teorema das cascas esféricas a força gravitacional dentro de uma estrutura com simetria esférica é dado pela expressão:
{\displaystyle g(r)={\frac {G}{r^{2}}}M(r)\quad (2)\,}
onde {\displaystyle M(r)\,} é massa total contida até a distância r do centro:
{\displaystyle M(r)=4\pi \int _{o}^{r}s^{2}\rho (s)ds\quad (3)\,}
aqui {\displaystyle \rho (s)\,} é densidade do fluido à distância s do centro.
Como o fluido está em equilíbrio hidrostático, vale a equação de Poisson:
{\displaystyle \nabla P=\rho g\quad (4)\,}

## Derivação da equação de Lane-Emden
Da simetria esférica e da relação (1), a equação (4) reduz a:
{\displaystyle C\gamma \rho ^{\gamma -1}{\frac {d\rho }{dr}}=\rho g\quad (5)\,}
Usando o valor de M(R) dado por (3) em (2) e substituindo esta expressão para a densidade em (5)
{\displaystyle C\gamma \rho ^{\gamma -1}{\frac {d\rho }{dr}}=4\pi \rho {\frac {G}{r^{2}}}\int _{o}^{r}s^{2}\rho (s)ds\,}
ou, equivalentemente:
{\displaystyle C\gamma r^{2}\rho ^{\gamma -2}{\frac {d\rho }{dr}}=4\pi G\int _{o}^{r}s^{2}\rho (s)ds\quad (6)\,}
Esta é uma equação íntegro-diferencial para a densidade {\displaystyle \rho \,} em função de {\displaystyle r\,}. Diferenciando ambos os lados da equação por {\displaystyle r\,}, obtemos uma equação diferencial ordinária de segunda ordem:
{\displaystyle {\frac {d}{dr}}\left[C\gamma r^{2}\rho ^{\gamma -2}{\frac {d\rho }{dr}}\right]=4\pi Gr^{2}\rho \,}
A ideia agora é introduzir a seguinte mudança de variáveis:
{\displaystyle \rho =\rho _{c}\theta ^{n}\quad \gamma =1+1/n\,}
{\displaystyle {\frac {d}{dr}}\left[C(n+1)\rho _{c}^{\gamma -1}r^{2}{\frac {d\theta }{dr}}\right]=4\pi Gr^{2}\rho _{c}\theta ^{n}\,}
ou, equivalentemente:
{\displaystyle {\frac {1}{r^{2}}}{\frac {d}{dr}}\left[r^{2}{\frac {d\theta }{dr}}\right]={\frac {4\pi G\rho _{c}^{2-\gamma }}{C(n+1)}}\theta ^{n}\,}
A equação de estado (1) sugere definir {\displaystyle P_{c}:=C\rho _{c}^{\gamma }\,}, de forma que:
{\displaystyle {\frac {P}{P_{c}}}=\left({\frac {\rho }{\rho _{c}}}\right)^{\gamma }\,}
e assim, obtemos:
{\displaystyle {\frac {1}{r^{2}}}{\frac {d}{dr}}\left[r^{2}{\frac {d\theta }{dr}}\right]={\frac {4\pi G\rho _{c}^{2}}{(n+1)P_{c}}}\theta ^{n}\,}
E conclui-se o desenvolvimento, introduzindo uma nova mudança de variáveis, rescalonando o raio:
{\displaystyle \zeta =r\left({\frac {4\pi G\rho _{c}^{2}}{(n+1)P_{c}}}\right)^{\frac {1}{2}}}

## Soluções da equação

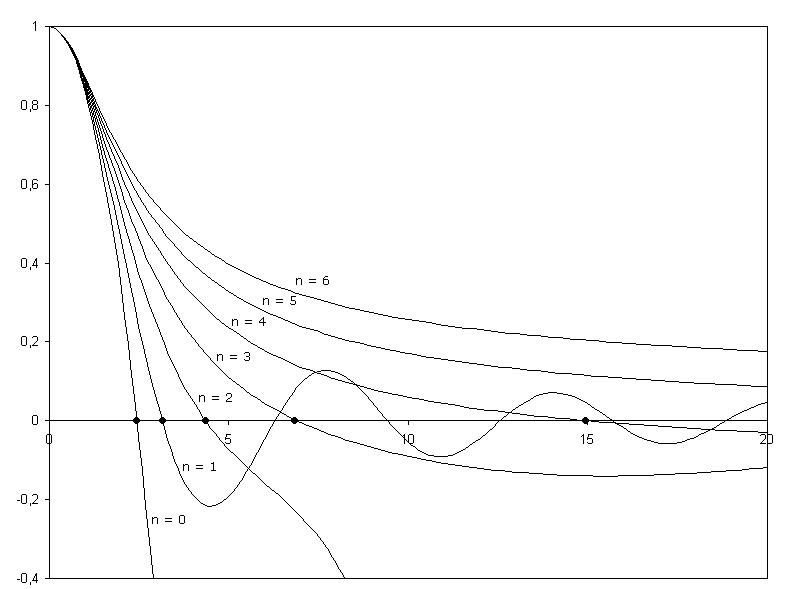
Soluções da Equação de Lane-Emden para n=0, 1, 2, 3, 4, 5, 6.

A equação pode ser resolvida analiticamente quando n = 0, 1 or 5:
| n =                       | 0                                         | 1                                             | 5                                                                        |
| {\displaystyle \theta } = | {\displaystyle 1-{\frac {\zeta ^{2}}{6}}} | {\displaystyle {\frac {\sin \zeta }{\zeta }}} | {\displaystyle \left(1+{\frac {\zeta ^{2}}{3}}\right)^{-{\frac {1}{2}}}} |
| ζ0 =                      | {\displaystyle {\sqrt {6}}}               | {\displaystyle \pi }                          | ∞                                                                        |

Aqui, ζ0 indica o primeiro zero da solução.

### Caso n = 0
O caso {\displaystyle n=0\,} descreve um politropo em que a densidade é uniforme (isocórico). O problema neste caso é linear e é dado por:
{\displaystyle \left\{{\begin{array}{ll}{\frac {1}{\zeta ^{2}}}{\frac {d}{d\zeta }}\left({\zeta ^{2}{\frac {d\theta }{d\zeta }}}\right)+1=0,~~&\zeta >0\\\theta =1,~~~~{\frac {d\theta }{d\zeta }}=0,~~&\zeta =0\end{array}}\right.}
É fácil ver que a solução geral da equação é dada por:
{\displaystyle \theta =-{\frac {\zeta ^{2}}{6}}+{\frac {C_{1}}{\zeta }}+C_{2}\,}
a condição de a solução estar definida na origem implica {\displaystyle C_{1}=0\,} e a condição {\displaystyle \theta (0)\,} implica {\displaystyle C_{2}=1\,}. A solução é, portanto, dado por:
{\displaystyle \theta =1-{\frac {\zeta ^{2}}{6}}\,}, cuja derivada vale:
{\displaystyle {\frac {d\theta }{d\zeta }}=-{\frac {\zeta }{3}}\,}, que, de fato, se anula na origem.

### Caso n = 1
No caso {\displaystyle n=1\,}, o problema é novamente linear e recai numa equação de Bessel esférica de índice 0:
A solução geral desta equação é dada por:
{\displaystyle \theta =C_{1}{\frac {\cos \zeta }{\zeta }}+C_{2}{\frac {\sin \zeta }{\zeta }}\,}
Da mesma forma, como foi feito para o caso {\displaystyle n=0\,}, {\displaystyle C_{1}=0\,} e {\displaystyle C_{2}=0\,}, observando que:
{\displaystyle \lim _{\zeta \to 0}{\frac {\sin \zeta }{\zeta }}=1\,} e, portanto, a solução é dada por:
{\displaystyle \theta ={\frac {\sin \zeta }{\zeta }}\,} cuja derivada vale:
{\displaystyle {\frac {d\theta }{d\zeta }}={\frac {\zeta \cos \zeta -\sin \zeta }{\zeta ^{2}}}\,} cujo limite quando {\displaystyle \zeta \to 0\,} é nulo.

### Soluções singulares
Quando se desconsideram as condições iniciais, a equação de Lane-Emden possui soluções singulares na origem para todo {\displaystyle n>3\,}, ou seja, {\displaystyle \gamma <4/3\,} da seguinte forma:
{\displaystyle \theta ={\frac {X}{\zeta ^{p}}}},
onde
{\displaystyle X=\left({\frac {2(n-3)}{(n-1)^{2}}}\right)^{\frac {1}{n-1}}}
{\displaystyle p={\frac {2}{n-1}}}.

### Transformações da Equação de Lane-Emden
- Substituindo {\displaystyle \theta ={\frac {\chi }{\zeta }}\,}, a equação reduz à

{\displaystyle {\frac {d^{2}\chi }{d\zeta ^{2}}}=-{\frac {\chi ^{n}}{\zeta ^{n-1}}}\,}
- Substituindo {\displaystyle x={\frac {1}{\zeta }}\,} (transformação de Kelvin), a equação se transforma em:

{\displaystyle x^{4}{\frac {d^{2}\theta }{dx^{2}}}=-\theta ^{n}\,}
- As transformações de Emden consistem em fazer a seguinte mudança de variáveis:

{\displaystyle \theta =Ax^{p}z,\quad p={\frac {2}{n-1}}\,}
que satisfaz a seguinte relação:
{\displaystyle {\frac {d^{2}\theta }{dx^{2}}}=A\left[x^{p}{\frac {d^{2}z}{dx^{2}}}+2px^{p-1}{\frac {dz}{dx}}+p(p-1)x^{p-2}z\right]\,}
Esta mudança aplicada à equação na forma dada pela transformação de Kelvin, conduz a:
{\displaystyle x^{2}{\frac {d^{2}z}{dx^{2}}}+2px{\frac {dz}{dx}}+p(p-1)z+A^{n-1}z^{n}=0\,}
Este equação pode ser simplificada ainda mais pela introdução de mais uma nova variável:
{\displaystyle x={\frac {1}{\zeta }}=e^{t}\quad t=\log x=-\log \zeta \,}
que reduz a última equação a:
{\displaystyle {\frac {d^{2}z}{dt^{2}}}+(2p-1){\frac {dz}{dt}}+p(p-1)z+A^{n-1}z^{n}=0\,}

### Expansão em séries de Taylor
Pode-se encontrar uma expressão para a solução da Equação de Lane-Emden em torno de {\displaystyle r=0\,} através do método de Frobenius, que consiste em expandir a solução em série de Taylor:
{\displaystyle \theta (\zeta )=\sum _{i}^{\infty }a_{i}\zeta ^{i}\,}
As condições iniciais implicam diretamente:
{\displaystyle a_{0}=1\quad a_{1}=0\,}
os outros coeficientes devem ser obtidos substituindo a série de {\displaystyle \theta \,} na equação. Este procedimento resulta em:
{\displaystyle \theta (\zeta )=1-{\frac {1}{6}}\zeta ^{2}+{\frac {n}{120}}\zeta ^{4}+\left({\frac {n}{3024}}-{\frac {n^{2}}{1890}}\right)\zeta ^{6}+\left({\frac {n}{46656}}-{\frac {61n^{2}}{1088640}}+{\frac {61n^{3}}{1632960}}\right)\zeta ^{8}+O(\zeta ^{10})\,}